# 2020년 하계 올림픽 다이빙 남자 10m 플랫폼 싱크로나이즈
2020년 하계 올림픽의 다이빙 남자 10m 플랫폼 싱크로나이즈 종목은 7월 28일에 일본의 도쿄 도쿄 아쿠아틱스 센터에서 열렸다.

## 경기장
2020년 하계 올림픽 다이빙 남자 10m 플랫폼 싱크로나이즈 경기는 개최 도시인 도쿄에 있는 도쿄 아쿠아틱스 센터에서 경기가 열렸다.
| 도시 | 경기장               | 비고    |
| ---- | -------------------- | ------- |
| 도쿄 | 도쿄 아쿠아틱스 센터 | 전 경기 |

## 경기 방식
8개 팀이 참가하며 각 팀마다 6번에 다이빙을 하며 이중 1등부터 3등에게 각각 금메달, 은메달, 동메달을 수여한다. 6번의 다이빙을 할 때 선수들은 앞으로 뛰기, 뒤로 서서 앞으로 뛰기, 뒤로 뛰기, 앞으로 서서 뒤로 뛰기, 비틀기, 물구나무서기 중 1가지를 시도해야한다. 각각의 선수들은 도움닫기, 안정성, 뛰어오르는 높이, 공간자세, 입수자세, 각도, 동시성 등을 토대로 평가받는다. 11명의 심판들이 점수를 부여하며, 심판들은 0.5점 간격으로 0점부터 10점까지 점수를 부여한다. 이중 5명은 싱크로나이즈화를 평가하며 3명은 각각의 선수들의 실행점수를 평가한다. 싱크로나이즈 점수중 최고점수와 최저점수를, 실행점수중 개인별 최고점수와 최저점수를 제외한 나머지 5개의 점수를 반영한다. 5개의 점수를 합한 후 3⁄5를 곱하고 난도를 곱하여 점수를 부여한다. 난도의 경우 처음 2번은 2.0점으로 고정되어있으며 이후 시도에는 제한이없다. 6번의 다이빙 점수 결과를 합산하여 최종 점수를 부여한다

## 경기일정
경기 시간은 일본 표준시 (UTC+9) 기준이다.
| 날짜                   | 시간  | 종목                              |
| ---------------------- | ----- | --------------------------------- |
| 2020년 7월 26일 월요일 | 15:00 | 남자 10m 플랫폼 싱크로나이즈 결선 |

## 예선
2019년 세계 수영 선수권 대회 다이빙 남자 10m 플랫폼 싱크로나이즈에서 1등부터 3등까지 기록한 선수의 국가는 올림픽 진출권이 주어졌다.. 개최국인 일본은 자동 진출권을 부여받았으며 나머지 4팀은 2020년 FINA 월드컵에서 기존에 진출권을 획득한 팀을 제외한 상위 4팀에게 주어졌다.

## 결과
| Rank | 선수                                | 국가                 | 결선    | 결선    | 결선    | 결선    | 결선    | 결선    | 결선   |
| Rank | 선수                                | 국가                 | 1차시기 | 2차시기 | 3차시기 | 4차시기 | 5차시기 | 6차시기 | 점수   |
| ---- | ----------------------------------- | -------------------- | ------- | ------- | ------- | ------- | ------- | ------- | ------ |
| 1    | 톰 데일리 매티 리                   | 영국                 | 52.80   | 54.60   | 79.68   | 93.96   | 89.76   | 101.01  | 471.81 |
| 2    | 차오위안 천아이썬                   | 중화인민공화국       | 54.00   | 57.60   | 90.78   | 73.44   | 93.24   | 101.52  | 470.58 |
| 3    | 알렉산드르 본다리 빅토르 미니바예프 | 러시아 올림픽 위원회 | 52.80   | 51.60   | 78.54   | 89.64   | 77.70   | 89.64   | 439.92 |
| 4    | 디에고 발레자 케빈 베를린           | 멕시코               | 50.40   | 50.40   | 76.80   | 75.48   | 72.15   | 82.08   | 407.31 |
| 5    | 빈센트 리엔도 네이선 좀보름 머리    | 캐나다               | 52.20   | 52.80   | 74.88   | 79.20   | 65.28   | 80.64   | 405.00 |
| 6    | 올레 세르빈 올렉시 세레다           | 우크라이나           | 47.40   | 49.20   | 80.64   | 79.20   | 72.00   | 72.00   | 400.44 |
| 7    | 김영택 우하람                       | 대한민국             | 48.60   | 42.60   | 73.92   | 73.44   | 82.08   | 75.48   | 396.12 |
| 8    | 이토 히로키 무라카미 카즈키         | 일본                 | 51.00   | 52.20   | 72.00   | 65.70   | 59.40   | 76.80   | 377.10 |

## 메달리스트
| 종목                         | 금                               | 은                                         | 동                                                                 |
| ---------------------------- | -------------------------------- | ------------------------------------------ | ------------------------------------------------------------------ |
| 남자 10m 플랫폼 싱크로나이즈 | 영국 (GBR) · 톰 데일리 · 매티 리 | 중화인민공화국 (CHN) · 차오위안 · 천아이썬 | 러시아 올림픽 위원회 (ROC) · 알렉산드르 본다리 · 빅토르 미니바예프 |